# Област Шакотан
Област Шакотан (јап. 積丹郡) Shakotan-gun се налази у субпрефектури Ширибеши, Хокаидо, Јапан. 
2004. године, у области Шакотан живело је 2.947 становника и густину насељености од 12,37 становника по км². Укупна површина је 238,20 км².

## Вароши и села
- Шакотан

## Географија и клима
Област Шакотан је полуострво и налази се на југозападној обали Хокаида. Област се граничи са градом Отару у области Ширибеши на истоку и око четрдесет миља од главног града префектуре Сапоро. Област Шакотан одликује се стрмим планинама као висоравнима на висини од 1,300 м прошаране равницама који одговарају за пољопривреду. Мала потоци теку са планина уливајући се у мале мочвара и бара.
Област Шакотан има влажну континенталну климу. Као и код многих области на Хоккаиду, температура округа варира, од благих, влажних лета до крајње снежних зима.

## Економија
У економији области Окружног доминира пољопривреда, привредни риболов и у мањој мери локални туризам. Село Шакотан је познато по свом великом излову морског јежа, иако је у последњих неколико година влада морала да ограничи њихов излов. Туристи, углавном из Сапороа, долазе у област због рибарења и уживања у прелепим областима полуострва.